# 스미 레이나
스미 레이나(일본어: 鷲見 玲奈, 1990년 5월 12일~)는 일본의 아나운서 출신 배우이다. 아나운서 시절 TV 도쿄 소속으로 활동했다.
기후현 기후시 출신이다.